# Artur Wichniarek
Artur Mikołaj Wichniarek (Poznań, 28 februari 1977) is een voormalig Pools betaald voetballer die bij voorkeur in de aanval speelde.

## Clubcarrière
Als allrounder in de aanval speelde Wichniarek in de jaren 90 in de Poolse eerste klasse, van 1993-1996 bij Lech Posen en van 1996-1999 bij Widzew Łódź. De toenmalige talentenscout van Arminia Bielefeld, Gerd Roggensack merkte hem in zijn tijd bij Łódź op en overtuigde hem om naar Bielefeld, een Duitse tweedeklasser, te komen. De Poolse spits had wel wat aanpassingsproblemen, maar de fans en de club sloten hem snel in hun hart. In de seizoenen 2000/01 en 2001/02 werd hij zelfs topscorer in de 2. Bundesliga en het laatste seizoen promoveerde Bielefeld opnieuw naar de Bundesliga. Zijn kwaliteiten als topscorer leverden hem bij de fans van Arminia de bijnaam König Artur op. Met zijn twaalf doelpunten kon hij echter niet verhinderen dat Bielefeld in het volgende seizoen opnieuw zou degraderen.
Door zijn goede prestaties begonnen andere Bundesligaclubs in Wichniarek geïnteresseerd te raken en in 2003 ging de Pool dan naar Hertha BSC. In Berlijn zou echter een zware ontnuchtering volgen: hij scoorde in 48 wedstrijden voor de eerste en tweede ploeg van de Alte Dame maar acht keer. Hij stond daarnaast vrijwel nooit van in het begin op het veld. Ook begon het steeds meer tot conflicten te komen, onder andere over zijn loon. Uiteindelijk ontbonden de club en Wichniarek in 2006 het contract.
De spits keerde daarop naar Bielefeld terug, dat intussen opnieuw een vaste waarde in de Bundesliga aan het worden was. Hij werd er opnieuw een vaste waarde en verlengde zijn contract in 2008 zelf voortijdig tot 2011. In de 105 wedstrijden die hij voor Bielefeld zou spelen, scoorde hij maar liefst 33 keer. Daarmee maakte hij zijn bijnaam meer dan waar. In 2009 degradeerde Bielefeld en Wichniarek ging daarop weer naar Hertha BSC. Bij Hertha begon zijn spelerscarrière langzamerhand ten einde te lopen: in 19 wedstrijden scoorde hij geen enkele keer en Hertha degradeerde uiteindelijk en verlengde Wichniarek's contract niet.
Hij tekende in juni 2010 een eenjarig contract bij Lech Poznań, dat hem transfervrij overnam van Hertha BSC. De club ontbond zijn contract echter al in november omdat de spits nog geen enkele keer gescoord had. Begin 2011 ging hij dan naar FC Ingolstadt 04 waar hij al helemaal niet aan spelen toekwam. Op het einde van het seizoen 2010/11 maakte hij bekend dat hij zijn carrière stopzette en voortaan als raadgever aan de slag zou gaan. Uiteindelijk keerde hij naar Polen terug om de leiding over een bakkerijfiliaal over te nemen.

## Interlandcarrière
Wichniarek speelde sinds 1999 zeventien interlands voor de Poolse nationale ploeg, waarin hij vier keer scoorde. Hij debuteerde op 3 maart 1999 tegen Armenië (1-0 winst).
| Interlanddoelpunten | Interlanddoelpunten | Interlanddoelpunten | Interlanddoelpunten | Interlanddoelpunten | Interlanddoelpunten | Interlanddoelpunten | Interlanddoelpunten |
| #                   | Datum               | Locatie             | Wedstrijd           | Goal(s)             | Score               | Uitslag             | Wedstrijd           |
| ------------------- | ------------------- | ------------------- | ------------------- | ------------------- | ------------------- | ------------------- | ------------------- |
| 1                   | 28/04/1999          | Warschau            | Polen – Tsjechië    | 49'                 | 2 – 0               | 2 – 1               | Oefenduel           |
| 2                   | 09/06/1999          | Luxemburg           | Luxemburg – Polen   | 45'                 | 0 – 2               | 2 – 3               | EK-kwalificatie     |
| 3                   | 06/06/2003          | Poznań              | Polen – Kazachstan  | 2'                  | 1 – 0               | 3 – 0               | Oefenduel           |
| 4                   | 20/08/2003          | Tallinn             | Estland – Polen     | 2'                  | 0 – 2               | 1 – 2               | Oefenduel           |